# Тупак Уальпа
Тупак Уальпа, или Топа Вальпа
(кечуа Auqui Huallpa Túpac, исп. Túpac Hualpa; 1533) — верховный инка, сын Уайна-Капака и брат Уаскара и Атауальпы. После убийства Атауальпы испанскими конкистадорами в 1533 году был назначен ими в качестве марионеточного императора, однако умер спустя несколько месяцев после коронации.

## Биография
Тупак Уальпа был сыном Уайна Капака (1493—1527), одиннадцатого правителя Империи Инков и последнего Инки, которого признавали законным императором все части и племена Империи. Уайна Капак был также отцом Нинан Куйочи, Уаскара, Атауальпы, Манко Инка Юпанки и Пауллу Инка.
После смерти Уайна Капака между его сыновьями — основными претендентами на престол Уаскаром и Атауальпой — вспыхнула междоусобная война, фактически расколовшая империю и втянувшая её в жестокую гражданскую войну. Под контролем и на стороне Атауальпы была армия и территории на севере страны с городом Кито, на стороне Уаскара — остальная часть империи с центром в городе Куско. Братья, будучи законными наследниками, пытались любыми способами устранить остальных законных сыновей Инки. Во время этой междоусобной войны Тупак Уальпа был вынужден скрываться в лесах, опасаясь быть убитым по их приказу.

## Приход к власти
Гражданская война значительно ослабила империю перед появлением испанцев. В 1532 году, в разгар междоусобицы, в прибрежном городе Тумбес высадилась экспедиция под руководством Франсиско Писарро, целью которой было завоевание империи Инков.
Застав на месте ранее процветающей империи истощенное эпидемиями и гражданской войной государство, Писарро понял, что сложившаяся ситуация может быть полезна для достижения их целей.
Согласно исследованиям, когда Франсиско Писарро получил известие о том, что Атауальпа разбил лагерь в Кахамарке — городе, расположенном в двухнедельном переходе от Тумбеса — он немедленно отправился туда со своим малочисленным войском.
Когда испанцы продвинулись вглубь империи и встретились с армией Атауальпы, тот уже победил своих братьев в междоусобной войне и считался Верховным инкой. Испанцам удалось неожиданным маневром разгромить Атауальпу в битве при Кахамарке и взять его в плен. Вскоре, после продолжительных переговоров, конкистадоры приняли решение казнить Атауальпу, поскольку опасались его влияния на многочисленную армию инков.
Осознавая значение Верховного Инки и его авторитет для народа, Писарро, желая добиться повиновения многочисленного населения империи, после казни Атауальпы занялся поисками человека, которого приняли бы вожди инкских племён и который согласился бы на сотрудничество с испанцами. Правитель инков под руководством испанцев смог бы не только подчинить себе многочисленное население империи, но и приняв сторону испанцев оказывать им всяческое содействие.
В качестве такого человека Писарро выбрал Тупак Уальпу, который, будучи самым старшим из оставшихся в живых законных сыновей Уайна Капака, согласно традициям инков мог стать законным наследником престола. Новый законный правитель был объявлен Писарро при большом стечении народа (вождей и касиков) и должен был править от имени Карла V.
Писарро распорядился короновать Тупак Уальпу на следующий же день после похорон Атауальпы. Конкистадор позаботился, чтобы церемония прошла с соблюдением всех ритуалов. Вожди и касики приняли Тупак Уальпу как своего императора. Однако сразу же после завершения церемонии Тупак Уальпа принял вассальную присягу его величеству Карлу V, «какую только что приняли его вожди по отношению к нему».
Спустя некоторое время отряд Писарро вместе с Тупак Уальпой выдвинулись в поход к Куско. Согласно мнению некоторых историков, Тупак Уальпа согласился сотрудничать поскольку считал, что направляется в Куско чтобы возвратить его фамилии императорский трон.
Однако через короткое время Тупак Уальпа неожиданно умер от неизвестной болезни в пути, в городе Хауха. Испанцы подозревали, что он был отравлен сподвижником Атауальпы — военачальником инкской армии Чалкучимой. Писсаро обвинил военачальника в убийстве Инки, Чалкучима был признан виновным и казнён.

## Итоги
После гибели Тупака Уальпа перед испанцами вновь встала проблема владычества над инками. На сей раз преемником престола стал Манко Инка Юпанки, ещё один из сыновей Уальпа Капака. Поэтому когда в Куско прибыли люди Писарро, многие местные жители их радушно приветствовали, полагая что они желают восстановить законную правящую ветвь инков.
Манко Инка Юпанки соблюдал союз с испанцами до 1536 г., однако после организовал восстание, целью которого было свержение власти завоевателей и возрождение инкской империи.